# برتران ترائوره
برتران ایسیدور ترائوره (فرانسوی: Bertrand Isidore Traoré‎؛ زادهٔ ۶ سپتامبر ۱۹۹۵) بازیکن فوتبال اهل بورکینافاسو است که به صورت قرضی برای باشگاه باشاک‌شهیر بازی می‌کند.
وی همچنین در تیم ملی فوتبال بورکینافاسو بازی کرده‌است.